# 753 a. C.
El año 753 a. C. fue un año del calendario romano prejuliano. En el Imperio romano se conocía como el Año 1 Ab urbe condita. 

## Acontecimientos
- 21 de abril - Fecha tradicional de la fundación de Roma. Rómulo es el primer rey.

### Sin fecha exacta
- Colonos griegos procedentes de la isla de Eubea fundaron la factoría de Cumas, al sur del Lacio.
- En Atenas, fallecimiento del rey Alcmaeón después de dos años de reinado. Fue sucedido como arconte por Harops, limitando el mandato de estos nuevos magistrados a diez años.
- Fecha tradicional de la fundación de Roma. Comienza el primer periodo de la historia de Roma, que transcurre bajo la monarquía (iniciada por el legendario Rómulo), que se extenderá hasta el 510 a. C., cuando es sustituida por el régimen republicano.[1]
- Nacimiento del rey romano Numa Pompilio.